# Estadio Monumental (Perú)
El Estadio Monumental U, conocido popularmente como Monumental de Lima o Monumental de Ate y por motivos de patrocinio Estadio Monumental U Marathon, es el estadio principal del Club Universitario de Deportes de la Primera División del Perú. Se encuentra ubicado en la avenida Javier Prado 7596 del distrito de Ate, en la zona este de la ciudad de Lima. Fue diseñado por el arquitecto uruguayo Walter Lavalleja, que participó en la construcción de otros siete estadios en América.
Es el segundo estadio de fútbol de mayor capacidad de Sudamérica y uno de los más grandes del mundo, cuenta con un aforo total para 80 093 espectadores (58 577 asistentes en sus cuatro tribunas y 21 516 personas adicionales en los cuatro edificios de palcos que lo rodean).
Su inauguración se produjo el 2 de julio de 2000, con la victoria de Universitario por 2:0 frente al Sporting Cristal, en un encuentro válido por el Torneo Apertura de ese año. Fue construido conforme al Manual de Especificaciones Técnicas de la FIFA (para estadios del nuevo milenio y para finales del campeonato mundial).
En este estadio se coronó por última vez el equipo tricampeón en el año 2000. Además, logró allí los títulos del Torneo Apertura 2008, el Campeonato Descentralizado 2009, el Torneo Apertura 2024, además de la Copa Libertadores Sub-20 de 2011. El Coloso de Ate ha sido reconocido por diferentes medios en todo el mundo.
En el año 2015, el Estadio Monumental fue distinguido como «uno de los 100 mejores estadios del mundo» por la prestigiosa revista inglesa FourFourTwo, ocupando el puesto 44. Superando en la elección a otros estadios de renombre mundial como el Estadio Centenario (Uruguay), el Stamford Bridge (Chelsea), el Estadio Vicente Calderón (Atlético de Madrid), entre otros. En el año 2017 fue considerado por el Diario AS de España como «uno de los 10 estadios míticos de Sudamérica», y en 2023 el medio inglés Copa 90 lo incluyó en la lista de los 50 mejores estadios del mundo.
El 23 de noviembre de 2019 fue sede de la primera final a partido único de la Copa Libertadores de América entre River Plate de Argentina y Flamengo de Brasil, encuentro al que asistieron 78 573 aficionados.
En 2025, volverá a albergar la final de la Copa Libertadores de América tras ser elegido el 11 de agosto de 2025.

## Historia
La obra se proyectó desde el año 1989 como un complejo deportivo en el que, además del estadio en sí mismo, se pudiera contar con espacios para otras actividades y usos del Club Universitario de Deportes. El 16 de enero de 1991 se colocó la primera piedra, y el terreno se compró el 18 de octubre de 1994; finalmente el estadio completamente construido fue inaugurado el 2 de julio de 2000, con la victoria de Universitario de Deportes por 2:0 frente a Sporting Cristal, en un encuentro válido por el Torneo Apertura de ese año.

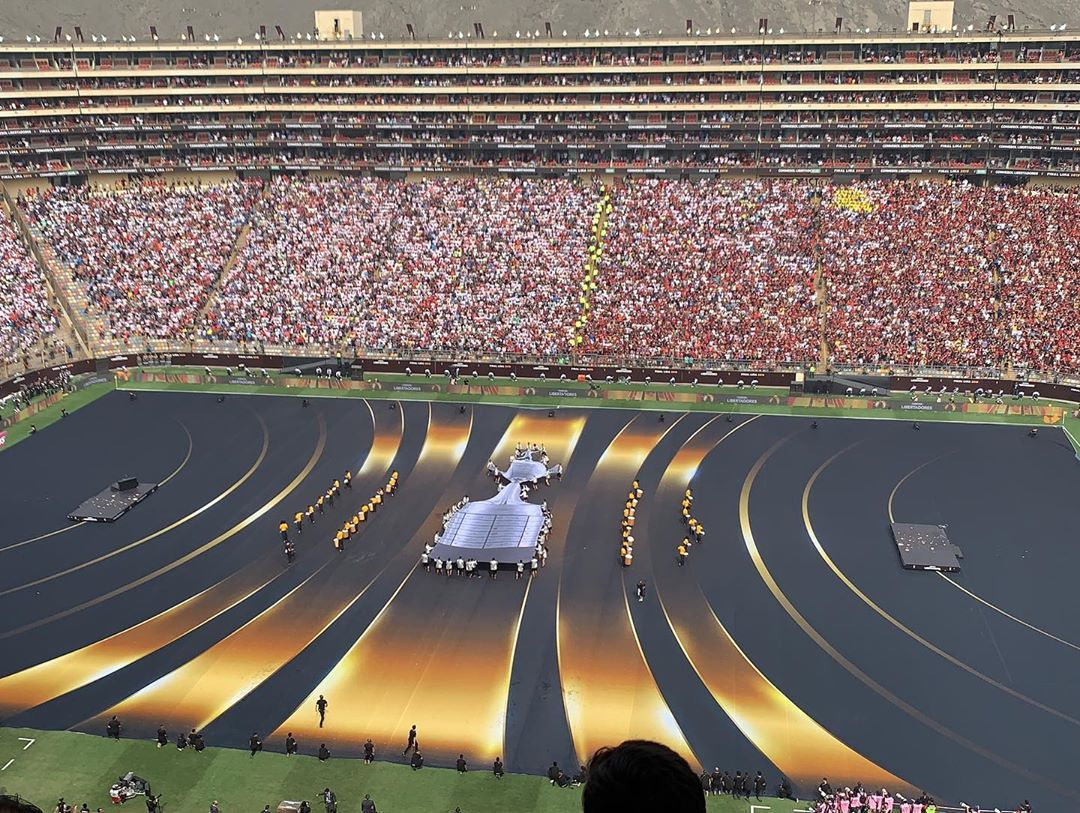
Ceremonia de apertura de la Final de la Copa Libertadores 2019.

En el partido de inauguración se registraron 80 208 espectadores. Este estadio reemplazó al antiguo Estadio Lolo Fernández como sede principal de los encuentros del club estudiantil. En octubre de 2010 la directiva del Club Universitario de Deportes decidió bautizar al palco de honor o presidencial del Estadio Monumental como «Palco Presidencial Mario Vargas Llosa», en homenaje y reconocimiento al escritor peruano y Premio Nobel de Literatura 2010, quien es un conocido hincha del club y es además socio honorario vitalicio del mismo.
En noviembre de ese mismo año, en un sector de la tribuna oriente se sustituyeron las sillas de colores por sillas blanca y negras, formando un mosaico con el rostro de Teodoro Fernández Meyzán, máximo ídolo en la historia del club. En enero de 2016 se retiraron los acrílicos de la zona baja de las tribunas occidente y oriente, para poder tener una mejor visión del campo de juego desde ambas tribunas y se colocaron unas pequeñas mallas.
Entre febrero y marzo de ese mismo año se pintó la fachada del estadio con los colores crema y granate y en el mes de diciembre sus dos campos de entrenamiento pasaron de césped natural a césped artificial. El 5 de noviembre de 2019 fue elegido como sede de la primera final a partido único de la Copa Libertadores de América entre River Plate de Argentina y Flamengo de Brasil, encuentro que se jugó el 23 de noviembre de 2019, al que asistieron 78 573 aficionados. El 31 de mayo de 2021 el Club Universitario de Deportes presentó una nueva estatua dedicado a Teodoro Fernández Meyzán.
A finales de 2022 la empresa Marathon adquirió los derechos de denominación del Estadio Monumental, finalmente en marzo de 2023 el club anunció el cambio de nombre del estadio por el de Estadio Monumental U Marathon, convirtiéndose en el primer club peruano en ceder el nombre de su estadio a un patrocinante. El 9 de marzo de 2023 durante la victoria de Universitario por 2:0 contra Cienciano en la primera fase de la Copa Sudamericana 2023 el club inauguró un nuevo sistema de iluminación LED, que permitirá que se realicen transmisiones televisivas en ultra alta definición (4K).

## Descripción

### Estadio

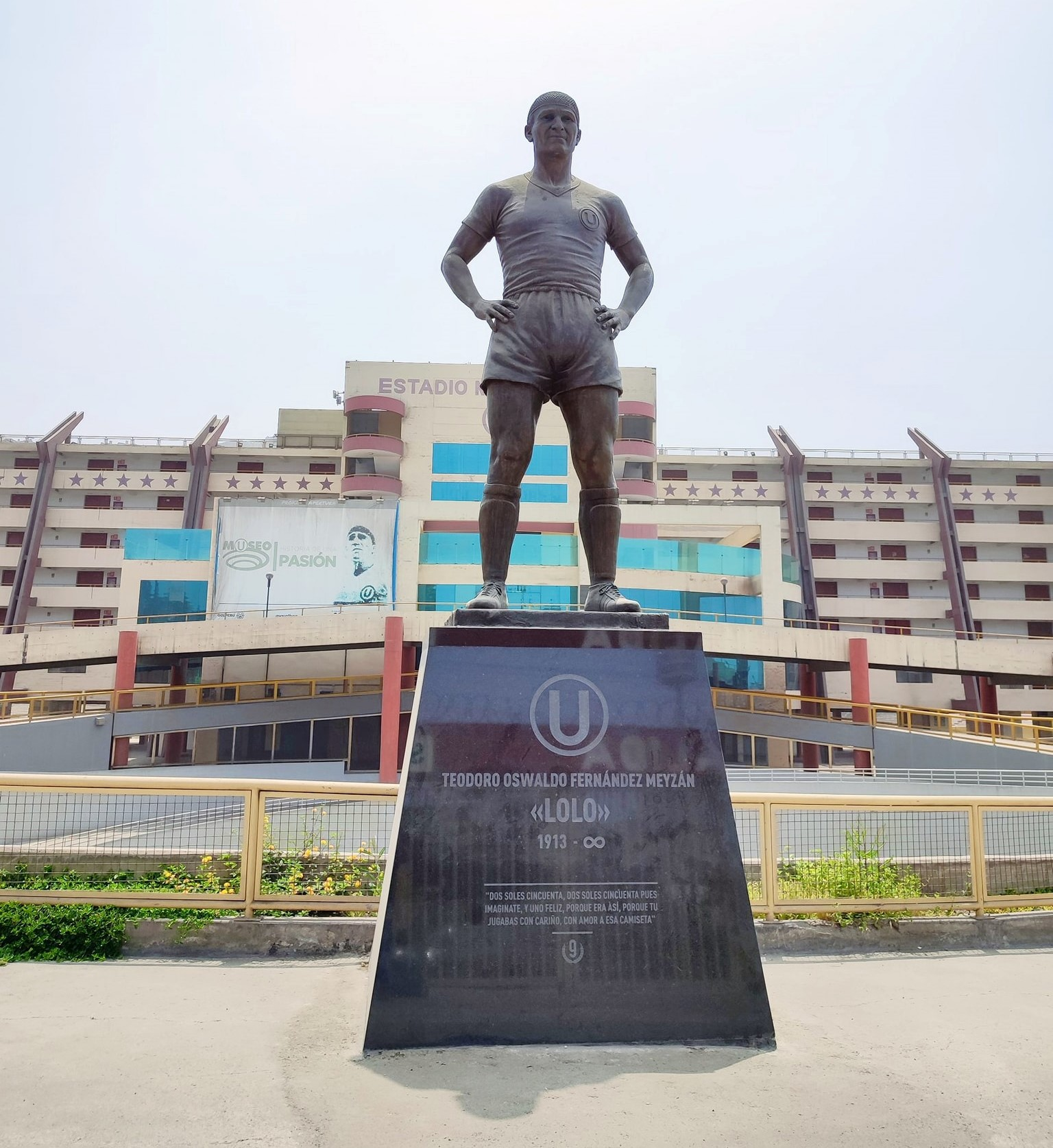
Fachada del Estadio Monumental y estatua de Teodoro Fernández Meyzán en 2021.

El Estadio Monumental se encuentra ubicado en la cuadra 77 de la avenida Javier Prado del distrito de Ate. El complejo deportivo que rodea al estadio cubre un área total de 186 542 m². Posee tres campos de juego; el campo principal de césped natural y dos campos de entrenamiento de césped artificial. El estadio se encuentra dividido en dos secciones principales; la sección inferior de gradas para el público en general y la sección superior de seis pisos de palcos.
La sección inferior consta de cuatro tribunas conocidas como Norte, Sur, Oriente y Occidente, cada una con accesos independientes y sin comunicación directa una con otra. Las tribunas oriente y occidente son las únicas que poseen sillas para los espectadores. En el centro de la tribuna occidental está ubicado el palco oficial o tribuna de honor para 600 espectadores y destinado principalmente para invitados de la Federación Peruana de Fútbol, el Instituto Peruano del Deporte, el Comité Olímpico Peruano entre otros.
En conjunto, estas cuatro tribunas pueden recibir 59 177 espectadores. La sección superior se compone de 1 250 palcos, que albergan en total 20 916 espectadores. El campo principal de juego se encuentra a 18 metros bajo el nivel del suelo y desde el exterior del estadio, sólo las suites son visibles. La superficie de la cancha es de césped natural y cuenta con las medidas reglamentarias de la FIFA (105 m × 70 m), además posee un moderno sistema de riego por aspersión.

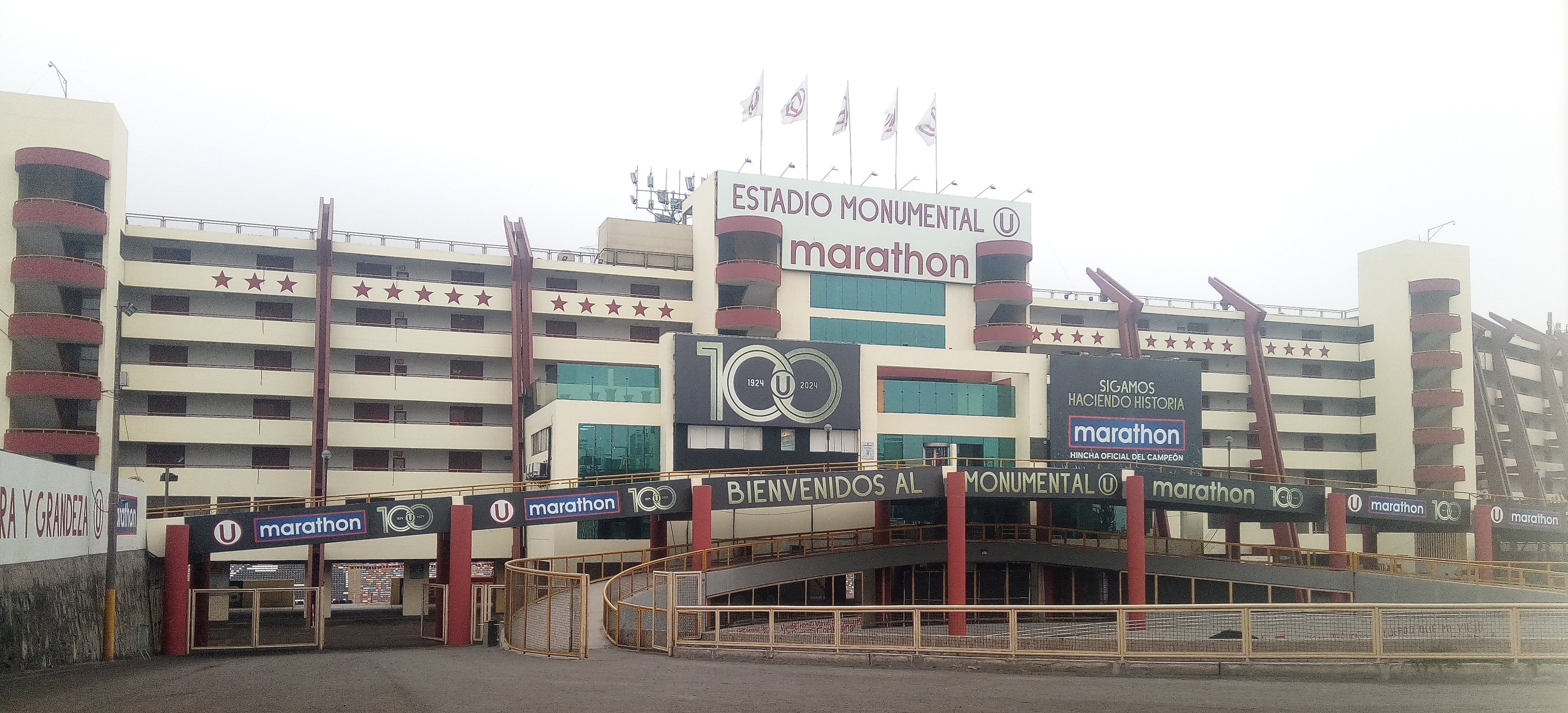
Fachada del Estadio Monumental en el año del centenario del club.

En la planta alta de la tribuna occidente tiene un circuito cerrado de televisión con ocho cámaras en color, tipo domo, con giro de 360° ubicadas al interior y exterior del estadio. Cuenta con iluminación led. Posee un tablero electrónico con pantalla led, cuyas dimensiones bordean los 100 metros cuadrados, siendo la pantalla más grande de un estadio de fútbol en el Perú. Hasta hace unos años sobre la tribuna sur se encontraba una pantalla gigante de 10 m x 6 m de alta resolución aún con luz de día.
El estadio cuenta con cuatro vestuarios que se encuentran por debajo de la tribuna de occidente; dos de ellos son para el equipo local y para el visitante, mientras que los otros dos son para los equipos participantes en un partido preliminar. Los vestuarios están equipados con ducha, baños, vestuarios y salas de masaje. Los principales vestuarios tienen una oficina para el administrador del equipo. También hay una sala antidopaje y una sala de árbitros.
El Estadio Monumental cuenta con un museo, el Museo Monumental donde se encuentran los trofeos ganados por el equipo masculino, femenino y de diferentes categorías, banderas, y todo lo concerniente a la historia del club, para conocer el museo el club abre fechas especiales, también es parte del Tour Monumental que es la visita guiada al estadio.

### Sede social y administración
La sede social se ubica en las áreas cercanas al estadio, y en ella se pueden practicar cómodamente varios deportes tales como tenis, bochas, paleta frontón, baloncesto, voleibol, fútbol sala, fútbol, natación, billar, ajedrez, gimnasia, entre otras actividades de recreación. Adicionalmente cuenta con una zona de vestidores, bar, restaurante, área de despensa, museo, oficinas administrativas y estacionamientos. Diferenciadas y en zonas distintas se encuentran las oficinas de la administración del club, que comprenden seis salas de Directorio, cuatro oficinas de Gerencia, dos salas de Secretaría, dos oficinas de Tesorería, dos oficinas de Contabilidad, dos oficinas de Relaciones Públicas y Recepción.

### Concentración del equipo profesional
El equipo de fútbol profesional tiene su propia concentración que incluye las siguientes comodidades: una sala de recibo, un ambiente para la dirección de fútbol profesional, un departamento médico y de rehabilitación, una aula técnica, trece habitaciones dobles (para los jugadores y el comando técnico), una sala de estar, una sala de juegos, un gimnasio, una cocina, una juguería y un comedor.

### Escuela de fútbol
Se distribuye en dos sectores:

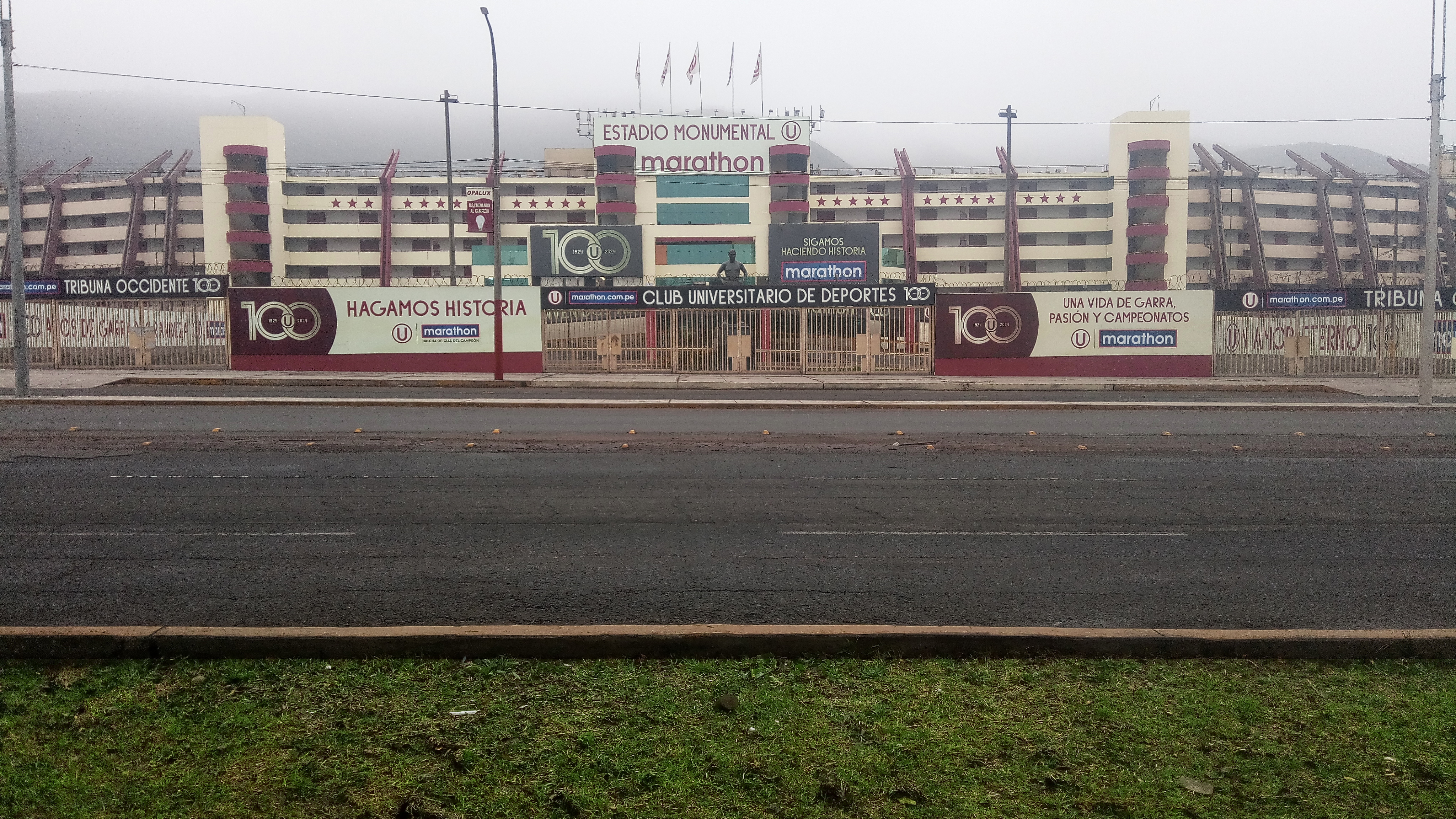
Vista del Estadio Monumental desde la avenida Javier Prado, junio de 2024.

- Sector A: Una oficina de la Comisión Directiva de Menores, un salón comedor (con cocina y barra de atención), un tópico médico, una aula técnica, una oficina del entrenador, un dormitorio del entrenador, dos dormitorios con varias camas (especial para jugadores menores de provincias, y de escasos recursos económicos), baños con vestidores para los jugadores.
- Sector B: Un campo de fútbol de medidas reglamentarias, una sala de usos múltiples, seis aulas de enseñanza, baños, una cafetería con cocina, una sala de cómputo, una biblioteca, un hall de ingreso, una sala de espera, una oficina de dirección, una sala de secretaría, una sala de profesores, un tópico, dos baños para profesores.

### Área de prensa y servicios complementarios
El área de prensa del Monumental se encuentra ubicado en el primer piso de la parte superior de la tribuna occidente. Cuenta con una sala de acreditaciones, un salón para rueda de prensa, ciento sesenta y ocho posiciones para prensa escrita, treinta y dos cabinas radiales, cinco posiciones especiales para transmisión de televisión, dos laboratorios de fotografía (y para envío de fax), un salón de prensa (ambiente privado sin vista al campo principal), un salón de telecomunicación y una central telefónica.
El Estadio Monumental también cuenta con otros servicios complementarios como 2500 puestos de estacionamiento, restaurantes, un patio de comidas, una capilla, un local comunal (agencia municipal, correo, teléfono público, etc.), un local para el Instituto Nacional de Defensa Civil, un local para el Cuerpo de Bomberos, un local para la Cruz Roja, un local para la Policía y dos subestaciones eléctricas.

## Equipos locales

### Universitario de Deportes
El Club Universitario de Deportes es el principal equipo de fútbol que utiliza el estadio, así como el dueño de todo el complejo deportivo. La «U» disputa sus encuentros de local en el Estadio Monumental tanto para partidos nacionales como internacionales desde su apertura en el año 2000. Este nuevo estadio reemplazó al antiguo Estadio Lolo Fernández, que ahora es usado como sede social, además de campo de entrenamiento. Desde su inauguración, las autoridades peruanas prohibieron en varias ocasiones que el clásico del fútbol peruano sea jugado allí debido a diversos problemas de seguridad.
El primer clásico disputado en el Monumental se jugó el 26 de junio de 2002, en un encuentro de desempate para definir al campeón del Torneo Apertura, el cual finalizó con victoria para Universitario por 1:0. Debido al resultado los hinchas de Alianza Lima ubicados en la tribuna sur reaccionaron de forma violenta tras la derrota de su equipo, destrozando los baños y las barandas de seguridad. En las afueras del estadio los aficionados aliancistas rompieron las ventanas de las casas cercanas y destruyeron varios automóviles que se encontraban en el estacionamiento.
Por causa de estos hechos, las autoridades no permitieron durante más de seis años que el clásico sea disputado allí nuevamente, forzando a Universitario de Deportes a disputar sus encuentros de local en el Estadio Nacional o trasladarse a otras ciudades. Finalmente, después de diversas reuniones entre los dirigentes de ambos clubes con la Policía Nacional del Perú, se acordó que se disputara el clásico otra vez en el Estadio Monumental el 14 de septiembre de 2008, esta vez con victoria para el equipo blanquiazul por 2:1 y sin hechos de violencia que lamentar.
En el Monumental la «U» se coronó tricampeón en el año 2000. Además obtuvo los títulos del Torneo Apertura 2008 y el Campeonato Descentralizado 2009. También se coronó campeón de la primera edición de la Copa Libertadores Sub-20 en 2011. Asimismo en este estadio, el 2 de septiembre de 2023, el equipo femenino del club se coronó campeón por décima ocasión de la Primera División de Fútbol Femenino Peruano venciendo a Alianza Lima por 2:0 en la final de vuelta de la Liga Femenina 2023 ante 42 107 espectadores, consiguiendo el récord sudamericano de asistencia a un partido de fútbol femenino, que sería batido nuevamente tan solo seis días después por el Corinthians de Brasil.

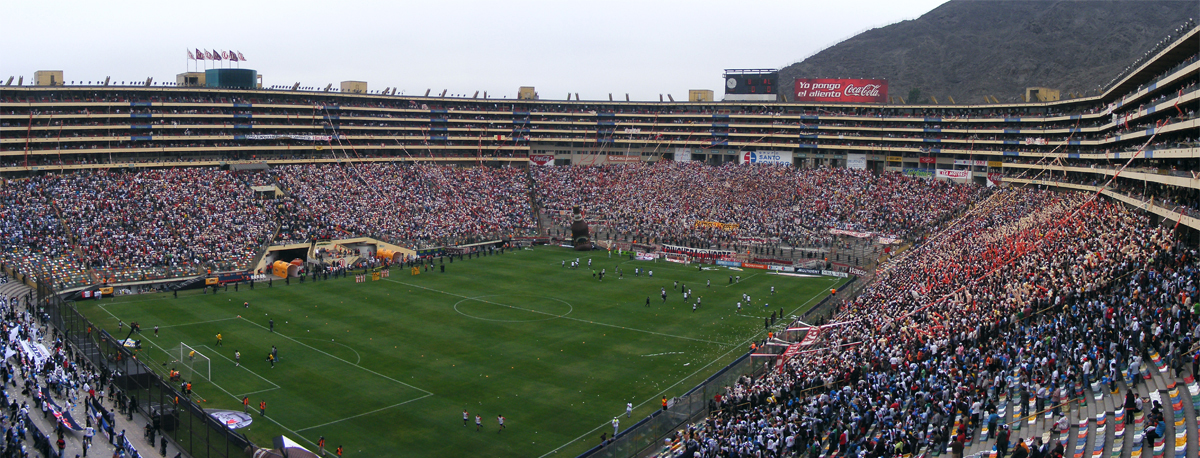
Vista panorámica del Estadio Monumental durante el clásico del fútbol peruano del 13 de diciembre de 2009.

### Selección de fútbol del Perú
Además del Club Universitario de Deportes el estadio también es utilizado por la selección de fútbol del Perú, en el Monumental se jugó encuentros por las eliminatorias para la Copa Mundial de Fútbol de 2002, 2006, 2010, 2018, 2026. y diferentes amistosos. La blanquirroja ha disputado un total de veintidós encuentros (siete victorias, nueve empates y seis derrotas).
El primer encuentro disputado por la selección en el Monumental fue ante el seleccionado de Ecuador el 2 de junio de 2001, en un encuentro válido por la clasificación para la Copa Mundial de Fútbol de 2002, el cual finalizó con victoria para los ecuatorianos por 2:1. La primera victoria fue ante sus similar de Bolivia el 12 de septiembre de 2007 en un encuentro amistoso. El Estadio Monumental, es el segundo estadio —después del Estadio Nacional— en donde la selección de fútbol de fútbol del Perú ha jugado más veces en condición de local.

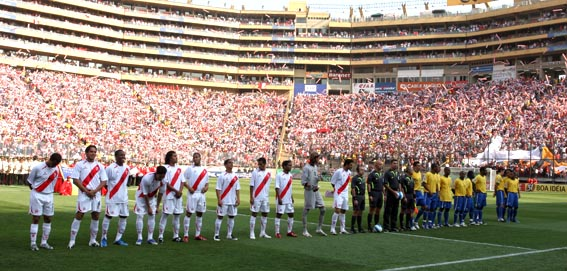
Selecciones del Perú y Brasil disputando un encuentro por las eliminatorias para la Copa Mundial de Fútbol de 2010.

## Partidos

### Clásico del fútbol peruano
Se han disputado 30 ediciones del superclásico del futbol peruano en el Monumental desde su inauguración en el 2000, entre partidos del primer equipo, equipo de reserva (Sub-20) y equipo femenino. Universitario de Deportes tiene un saldo de 13 partidos ganados, Alianza Lima suma 11 victorias y empataron en 6 ocasiones.

#### Primer equipo masculino
| Play-off de ida Torneo Apertura 2002; 26 de junio de 2002 | Universitario  | 1:0 (0:0) | Alianza Lima |                                                            |                                                            |
|                                                           | Vilallonga 57' | Reporte   |              | Asistencia: 30 000 espectadores Árbitro(s): Martín Cabrera | Asistencia: 30 000 espectadores Árbitro(s): Martín Cabrera |

| Torneo Clausura 2008; 14 de septiembre de 2008 | Universitario      | 1:2 (0:0) | Alianza Lima                     |                                |                                |
|                                                | Candelo 67' (pen.) | Reporte   | Gonzales-Vigil 73' · Aguirre 75' | Árbitro(s): Víctor Hugo Rivera | Árbitro(s): Víctor Hugo Rivera |

| Campeonato Descentralizado 2009; 12 de julio de 2009, 16:00 | Universitario           | 2:1 (0:1) | Alianza Lima |                                  |                                  |
|                                                             | Labarthe 80' · Alva 87' | Reporte   | Fernández 7' | Árbitro(s): Víctor Hugo Carrillo | Árbitro(s): Víctor Hugo Carrillo |

| Play-off de vuelta Campeonato Descentralizado 2009; 13 de diciembre de 2009, 15:30 | Universitario    | 1:0 (1:0) | Alianza Lima |                                                                  |                                                                  |
|                                                                                    | Solano 9' (pen.) | Reporte   |              | Asistencia: 42 076 espectadores Árbitro(s): Víctor Hugo Carrillo | Asistencia: 42 076 espectadores Árbitro(s): Víctor Hugo Carrillo |

| Campeonato Descentralizado 2010; 10 de julio de 2010, 16:00 | Universitario | 0:1 (0:0) | Alianza Lima |                                                                  |                                                                  |
|                                                             |               | Reporte   | Hurtado 46'  | Asistencia: 30 000 espectadores Árbitro(s): Víctor Hugo Carrillo | Asistencia: 30 000 espectadores Árbitro(s): Víctor Hugo Carrillo |

| Campeonato Descentralizado 2010; 25 de septiembre de 2010, 16:00 | Universitario | 0:0     | Alianza Lima |                                                                  |                                                                  |
|                                                                  |               | Reporte |              | Asistencia: 35 300 espectadores Árbitro(s): Víctor Hugo Carrillo | Asistencia: 35 300 espectadores Árbitro(s): Víctor Hugo Carrillo |

| Amistoso 2011; 15 de julio de 2011 | Universitario | 0:0     | Alianza Lima |  |  |
|                                    |               | Reporte |              |  |  |

| Campeonato Descentralizado 2011; 24 de septiembre de 2011, 17:30 | Universitario           | 2:1 (1:1) | Alianza Lima      |                                                          |                                                          |
|                                                                  | Vitti 26' · Morel 90+1' | Reporte   | Ovelar 40' (pen.) | Asistencia: 24 301 espectadores Árbitro(s): Manuel Garay | Asistencia: 24 301 espectadores Árbitro(s): Manuel Garay |

| Campeonato Descentralizado 2013; 23 de junio de 2013, 15:30 | Universitario | 1:0 (0:0) | Alianza Lima |                                                               |                                                               |
|                                                             | Gonzales 68'  | Reporte   |              | Asistencia: 45 211 espectadores Árbitro(s): Miguel Santiváñez | Asistencia: 45 211 espectadores Árbitro(s): Miguel Santiváñez |

| Torneo de Verano 2017; 15 de abril de 2017, 20:00 | Universitario                         | 3:0 (2:0) | Alianza Lima |                                                              |                                                              |
|                                                   | Figuera 4' · Gómez 36' · Quintero 52' | Reporte   |              | Asistencia: 28 088 espectadores Árbitro(s): Michael Espinoza | Asistencia: 28 088 espectadores Árbitro(s): Michael Espinoza |

| Torneo Apertura 2017; 3 de junio de 2017, 20:00 | Universitario | 1:2 (1:1) | Alianza Lima              |                                                                  |                                                                  |
|                                                 | Tejada 4'     | Reporte   | Ramírez 23' · Cruzado 75' | Asistencia: 20 834 espectadores Árbitro(s): Víctor Hugo Carrillo | Asistencia: 20 834 espectadores Árbitro(s): Víctor Hugo Carrillo |

| Torneo de Verano 2018; 25 de febrero de 2018, 18:15 | Universitario | 1:3 (1:1) | Alianza Lima                           |                                                              |                                                              |
|                                                     | Osorio 31'    | Reporte   | Hohberg 45' · Cruzado 89' · Pósito 90' | Asistencia: 29 280 espectadores Árbitro(s): Augusto Menéndez | Asistencia: 29 280 espectadores Árbitro(s): Augusto Menéndez |

| Torneo Clausura 2019; 29 de septiembre de 2019, 16:00 | Universitario | 1:0 (1:0) | Alianza Lima |                          |                          |
|                                                       | Quintero 24'  | Reporte   |              | Árbitro(s): Joel Alarcón | Árbitro(s): Joel Alarcón |

| Fase 1 2020; 8 de marzo de 2020, 15:00 | Universitario                | 2:0 (1:0) | Alianza Lima |                               |                               |
|                                        | Corzo 27' · dos Santos 90+4' | Reporte   |              | Árbitro(s): Miguel Santibáñez | Árbitro(s): Miguel Santibáñez |

| Torneo Apertura 2022; 17 de abril de 2022, 15:30 | Universitario     | 1:4 (0:2) | Alianza Lima                                |                          |                          |
|                                                  | Míguez 61' (a.g.) | Reporte   | Concha 26' 30' · Rodríguez 69' · Barcos 80' | Árbitro(s): Kevin Ortega | Árbitro(s): Kevin Ortega |

| Torneo Apertura 2023; 19 de febrero de 2023, 15:30 | Universitario | 1:2 (0:1) | Alianza Lima           |                              |                              |
|                                                    | Urruti 72'    | Reporte   | Sabbag 19' · Costa 56' | Árbitro(s): Augusto Menéndez | Árbitro(s): Augusto Menéndez |

| Play-off de ida Liga 1 2023; 4 de noviembre de 2023, 20:00 | Universitario      | 1:1 (0:0) | Alianza Lima |                          |                          |
|                                                            | Valera 63' (penal) | Reporte   | Costa 90+4'  | Árbitro(s): Kevin Ortega | Árbitro(s): Kevin Ortega |

| Torneo Clausura 2024; 26 de julio de 2024, 20:30 | Universitario                    | 2:1 (0:0) | Alianza Lima    |                          |                          |
|                                                  | Rivera 81' · Zambrano 88' (a.g.) | Reporte   | Polo 69' (a.g.) | Árbitro(s): Kevin Ortega | Árbitro(s): Kevin Ortega |

#### Equipo de reserva masculino
| Torneo de Promoción y Reservas 2010; 10 de julio de 2010 | Universitario     | 2:2 (0:1) | Alianza Lima     |  |  |
|                                                          | Orosco · Chirinos | Reporte   | Bazán · Tarrillo |  |  |

| Copa Libertadores Sub-20 2011; 23 de junio de 2011, 20:00 | Universitario                                       | 0:0 (5:4 p.)               | Alianza Lima                                            |                                                              |                                                              |
|                                                           |                                                     | Reporte                    |                                                         | Asistencia: 40 000 espectadores Árbitro(s): Alfredo Intriago | Asistencia: 40 000 espectadores Árbitro(s): Alfredo Intriago |
|                                                           |                                                     | Tiros desde el punto penal |                                                         |                                                              |                                                              |
|                                                           | Franco · Ampuero · Polo · López · La Torre · Romero |                            | Hurtado · Soto · Trujillo · Ascues · Hinostroza · Bazán |                                                              |                                                              |

| Amistoso 2011; 15 de julio de 2011 | Universitario  | 1:2 (0:1) | Alianza Lima           |                               |                               |
|                                    | Bejarano 90+3' | Reporte   | Soto 23' · Hurtado 83' | Árbitro(s): Miguel Santiváñez | Árbitro(s): Miguel Santiváñez |

| Torneo de Reservas 2011; 24 de septiembre de 2011 | Universitario | 1:0 (1:0) | Alianza Lima |  |  |
|                                                   | Chirinos      | Reporte   |              |  |  |

| Torneo de Reservas 2013; 23 de junio de 2013 | Universitario    | 3:1     | Alianza Lima |  |  |
|                                              | Panduro · Baylón | Reporte | Chira        |  |  |

| Torneo de Reservas 2017; 15 de abril de 2017, 17:00 | Universitario | 0:1 (0:0) | Alianza Lima |  |  |
|                                                     |               | Reporte   | Sánchez 68'  |  |  |

| Torneo de Reservas 2017; 3 de junio de 2017, 17:30 | Universitario                | 3:4 (0:2) | Alianza Lima                       |  |  |
|                                                    | Tito · Huamantica · Ugarriza |           | Ferreyra · Chamba · Gonzales-Vigil |  |  |

| Torneo de Reservas 2018; 25 de febrero de 2018 | Universitario | 1:1 (1:1) | Alianza Lima |  |  |
|                                                | Grados        | Reporte   | Sánchez      |  |  |

#### Primer equipo femenino
| Liga Femenina 2022; 16 de abril de 2022, 15:00 | Universitario | 0:2 (0:1) | Alianza Lima           |  |  |
|                                                |               | Reporte   | Romero 18' · Lúcar 50' |  |  |

| Liga Femenina 2023; 21 de mayo de 2023, 15:30 | Universitario | 1:0 (1:0) | Alianza Lima |                          |                          |
|                                               | Canales 22'   | Reporte   |              | Árbitro(s): David Huamán | Árbitro(s): David Huamán |

| Play-off de vuelta Liga Femenina 2023; 2 de septiembre de 2023, 19:00 | Universitario                | 2:0 (0:0) | Alianza Lima |                                                         |                                                         |
|                                                                       | Lacoste 74' · Campoverde 80' | Reporte   |              | Asistencia: 42 107 espectadores Árbitro(s): Bruno Pérez | Asistencia: 42 107 espectadores Árbitro(s): Bruno Pérez |

| Play-off de ida Liga Femenina 2024; 25 de agosto de 204, 17:45 | Universitario | 0:2 (0:0) | Alianza Lima                |                         |                         |
|                                                                |               | Reporte   | Castañeda 47' · Padilla 67' | Árbitro(s): Bruno Pérez | Árbitro(s): Bruno Pérez |

| Play-off de vuelta Torneo Apertura Liga Femenina 2025; 22 de junio de 2025, 15:00 | Universitario | 0:2 (0:1) | Alianza Lima                    |                              |                              |
|                                                                                   |               | Reporte   | Silva 50' (pen.) · Oliveira 60' | Árbitro(s): Milagros Arruela | Árbitro(s): Milagros Arruela |

### Selección de fútbol del Perú
| Clasificación Mundial 2002; 2 de junio de 2001, 16:00 | Perú       | 1:2 (1:1) | Ecuador                  |                                                             |                                                             |
|                                                       | Pizarro 2' | Reporte   | Méndez 11' · Delgado 90' | Asistencia: 54 236 espectadores Árbitro(s): Antonio Marrufo | Asistencia: 54 236 espectadores Árbitro(s): Antonio Marrufo |

| Clasificación Mundial 2002; 14 de noviembre de 2001, 20:30 | Perú    | 1:1 (1:0) | Bolivia      |                                                           |                                                           |
|                                                            | Alva 8' | Reporte   | Castillo 87' | Asistencia: 2374 espectadores Árbitro(s): Héctor Baldassi | Asistencia: 2374 espectadores Árbitro(s): Héctor Baldassi |

| Amistoso; 30 de abril de 2003 | Perú | 0:1 (0:0) | Paraguay      |                          |                          |
|                               |      | Reporte   | Alvarenga 73' | Árbitro(s): Carlos López | Árbitro(s): Carlos López |

| Clasificación Mundial 2006; 16 de noviembre de 2003, 16:00 | Perú       | 1:1 (0:1) | Brasil      |                                                               |                                                               |
|                                                            | Solano 50' | Reporte   | Rivaldo 20' | Asistencia: 70 000 espectadores Árbitro(s): Óscar Julián Ruiz | Asistencia: 70 000 espectadores Árbitro(s): Óscar Julián Ruiz |

| Clasificación Mundial 2006; 4 de septiembre de 2004, 19:00 | Perú     | 1:3 (0:1) | Argentina                                 |                                                          |                                                          |
|                                                            | Soto 62' | Reporte   | Rosales 14' · Coloccini 66' · Sorín 90+2' | Asistencia: 28 000 espectadores Árbitro(s): Carlos Simon | Asistencia: 28 000 espectadores Árbitro(s): Carlos Simon |

| Amistoso; 8 de septiembre de 2007 | Perú               | 2:2 (1:1) | Colombia                  |                                                         |                                                         |
|                                   | Guerrero 48' 90+3' | Reporte   | Rentería 32' · Falcao 72' | Asistencia: 20 000 espectadores Árbitro(s): José Carpio | Asistencia: 20 000 espectadores Árbitro(s): José Carpio |

| Amistoso; 12 de septiembre de 2007 | Perú                      | 2:0 (2:0) | Bolivia |                                                                |                                                                |
|                                    | Vargas 16' · Guerrero 35' | Reporte   |         | Asistencia: 15 000 espectadores Árbitro(s): Víctor Hugo Rivera | Asistencia: 15 000 espectadores Árbitro(s): Víctor Hugo Rivera |

| Clasificación Mundial 2010; 13 de octubre de 2007, 20:00 | Perú | 0:0 (0:0) | Paraguay |                                                          |                                                          |
|                                                          |      | Reporte   |          | Asistencia: 50 000 espectadores Árbitro(s): Carlos Simon | Asistencia: 50 000 espectadores Árbitro(s): Carlos Simon |

| Clasificación Mundial 2010; 18 de noviembre de 2007, 16:10 | Perú       | 1:1 (0:1) | Brasil   |                                                                  |                                                                  |
|                                                            | Vargas 71' | Reporte   | Kaká 40' | Asistencia: 45 847 espectadores Árbitro(s): Carlos Manuel Torres | Asistencia: 45 847 espectadores Árbitro(s): Carlos Manuel Torres |

| Clasificación Mundial 2010; 14 de junio de 2008, 20:00 | Perú       | 1:1 (1:1) | Colombia     |                                                                  |                                                                  |
|                                                        | Mariño 40' | Reporte   | Rodallega 8' | Asistencia: 25 000 espectadores Árbitro(s): Carlos Manuel Torres | Asistencia: 25 000 espectadores Árbitro(s): Carlos Manuel Torres |

| Clasificación Mundial 2010; 6 de septiembre de 2008, 20:30 | Perú     | 1:0 (1:0) | Venezuela |                                                             |                                                             |
|                                                            | Alva 39' | Reporte   |           | Asistencia: 25 500 espectadores Árbitro(s): Óscar Maldonado | Asistencia: 25 500 espectadores Árbitro(s): Óscar Maldonado |

| Clasificación Mundial 2010; 10 de septiembre de 2008, 21:30 | Perú       | 1:1 (0:0) | Argentina     |                                                             |                                                             |
|                                                             | Fano 90+3' | Reporte   | Cambiasso 82' | Asistencia: 40 000 espectadores Árbitro(s): Carlos Amarilla | Asistencia: 40 000 espectadores Árbitro(s): Carlos Amarilla |

| Clasificación Mundial 2010; 29 de marzo de 2009, 18:10 | Perú     | 1:3 (1:2) | Chile                                  |                                                             |                                                             |
|                                                        | Fano 34' | Reporte   | Sánchez 2' · Suazo 32' · Fernández 70' | Asistencia: 48 700 espectadores Árbitro(s): Carlos Amarilla | Asistencia: 48 700 espectadores Árbitro(s): Carlos Amarilla |

| Clasificación Mundial 2010; 7 de junio de 2009, 15:30 | Perú       | 1:2 (0:1) | Ecuador                   |                                                                  |                                                                  |
|                                                       | Vargas 52' | Reporte   | Montero 38' · Tenorio 58' | Asistencia: 17 050 espectadores Árbitro(s): Carlos Manuel Torres | Asistencia: 17 050 espectadores Árbitro(s): Carlos Manuel Torres |

| Clasificación Mundial 2010; 5 de septiembre de 2009, 15:30 | Perú        | 1:0 (0:0) | Uruguay |                                                            |                                                            |
|                                                            | Rengifo 86' | Reporte   |         | Asistencia: 15 000 espectadores Árbitro(s): Carlos Chandía | Asistencia: 15 000 espectadores Árbitro(s): Carlos Chandía |

| Clasificación Mundial 2018; 31 de agosto de 2017, 21:15 | Perú                   | 2:1 (0:0) | Bolivia     |                                                          |                                                          |
|                                                         | Flores 55' · Cueva 59' | Reporte   | Álvarez 72' | Asistencia: 50 501 espectadores Árbitro(s): Andrés Cunha | Asistencia: 50 501 espectadores Árbitro(s): Andrés Cunha |

| Amistoso; 5 de junio de 2019, 20:00 | Perú      | 1:0 (0:0) | Costa Rica |                           |                           |
|                                     | Cueva 53' | Reporte   |            | Árbitro(s): Darío Herrera | Árbitro(s): Darío Herrera |

| Amistoso; 19 de junio de 2019, 16:00 | Perú | 0:3 (0:1) | Colombia                      |                                                                |                                                                |
|                                      |      | Reporte   | Uribe 23', 65' · Zapata 90+3' | Asistencia: 50 501 espectadores Árbitro(s): Christian Ferreyra | Asistencia: 50 501 espectadores Árbitro(s): Christian Ferreyra |

| Amistoso; 16 de noviembre de 2022, 20:00 | Perú       | 1:0 (0:0) | Paraguay |                         |                         |
|                                          | Valera 49' | Reporte   |          | Árbitro(s): Jhon Ospina | Árbitro(s): Jhon Ospina |

| Amistoso; 26 de marzo de 2024, 20:30 | Perú                                                    | 4:1 (2:0) | República Dominicana |                             |                             |
|                                      | Peña 18' · Castillo 45+1' · Quispe 54' · Guerrero 90+4' | Reporte   | López 58'            | Árbitro(s): Braulio Machado | Árbitro(s): Braulio Machado |

| Amistoso; 7 de junio de 2024 | Perú | 0:0 (0:0) | Paraguay |                                |                                |
|                              |      | Reporte   |          | Árbitro(s): Guillermo Guerrero | Árbitro(s): Guillermo Guerrero |

| Clasificación Mundial 2026; 15 de noviembre de 2024, 20:30 | Perú | 0:0 (0:0) | Chile |                                                            |                                                            |
|                                                            |      | Reporte   |       | Asistencia: 47 122 espectadores Árbitro(s): Wilton Sampaio | Asistencia: 47 122 espectadores Árbitro(s): Wilton Sampaio |

### Finales

#### Nacionales
| Play-off de ida Torneo Apertura 2002; 26 de junio de 2002 | Universitario  | 1:0 (0:0) | Alianza Lima |                                                            |                                                            |
|                                                           | Vilallonga 57' | Reporte   |              | Asistencia: 30 000 espectadores Árbitro(s): Martín Cabrera | Asistencia: 30 000 espectadores Árbitro(s): Martín Cabrera |

| Play-off de vuelta Copa Perú 2006; 17 de diciembre de 2006 | Hijos de Acosvinchos | 1:0 (0:0) | Total Clean |  |  |
|                                                            | Bravo 52'            | Reporte   |             |  |  |

| Play-off de vuelta Campeonato Descentralizado 2009; 13 de diciembre de 2009, 15:40 | Universitario     | 1:0 (0:0) | Alianza Lima |                                  |                                  |
|                                                                                    | Solano 10' (pen.) | Reporte   |              | Árbitro(s): Víctor Hugo Carrillo | Árbitro(s): Víctor Hugo Carrillo |

| Play-off de vuelta Campeonato Descentralizado 2010; 12 de diciembre de 2010, 15:30 | Universidad de San Martín | 2:1 (2:1) | León de Huánuco |                                |                                |
|                                                                                    | García 15' · Vitti 25'    | Reporte   | Perea 29pen.'   | Árbitro(s): Víctor Hugo Rivera | Árbitro(s): Víctor Hugo Rivera |

| Play-off de vuelta Campeonato Descentralizado 2013; 15 de diciembre de 2013, 15:30 | Universitario                                 | 3:0 (2:0) | Real Garcilaso |                                  |                                  |
|                                                                                    | Guastavino 8' · Fernández 16' · Guarderas 85' | Reporte   |                | Árbitro(s): Víctor Hugo Carrillo | Árbitro(s): Víctor Hugo Carrillo |

| Definición Fase 2 2020; 5 de diciembre de 2020, 14:00 | Sporting Cristal                                  | 1:1 (1:0) (2:3 p.)         | Ayacucho F. C.                        |                               |                               |
|                                                       | Herrera 27'                                       | Reporte                    | Mendieta 54'                          | Árbitro(s): Miguel Santivañez | Árbitro(s): Miguel Santivañez |
|                                                       |                                                   | Tiros desde el punto penal |                                       |                               |                               |
|                                                       | Herrera · Cazulo · Calcaterra · Corozo · Sandoval |                            | Villamarín · Mendieta · Rojas · Souza |                               |                               |

| Liga 2 2020; 27 de diciembre de 2020, 14:00 | Alianza Atlético                | 2:1 (0:0) | Juan Aurich |                          |                          |
|                                             | Córdoba 109' · Lugo 113' (pen.) | Reporte   | León 118'   | Árbitro(s): Joel Alarcón | Árbitro(s): Joel Alarcón |

| Play-off de vuelta Liga Femenina 2023; 2 de septiembre de 2023, 19:00 | Universitario                | 2:0 (0:0) | Alianza Lima |                                                         |                                                         |
|                                                                       | Lacoste 74' · Campoverde 80' | Reporte   |              | Asistencia: 42 107 espectadores Árbitro(s): Bruno Pérez | Asistencia: 42 107 espectadores Árbitro(s): Bruno Pérez |

| Play-off de ida Liga 1 2023; 4 de noviembre de 2023, 20:00 | Universitario      | 1:1 (0:0) | Alianza Lima |                          |                          |
|                                                            | Valera 63' (penal) | Reporte   | Costa 90+4'  | Árbitro(s): Kevin Ortega | Árbitro(s): Kevin Ortega |

| Play-off de ida Liga Femenina 2024; 25 de agosto de 204, 17:45 | Universitario | 0:2 (0:0) | Alianza Lima                |                         |                         |
|                                                                |               | Reporte   | Castañeda 47' · Padilla 67' | Árbitro(s): Bruno Pérez | Árbitro(s): Bruno Pérez |

| Play-off de vuelta Torneo Apertura Liga Femenina 2025; 22 de junio de 2025, 15:00 | Universitario | 0:2 (0:1) | Alianza Lima                    |                              |                              |
|                                                                                   |               | Reporte   | Silva 50' (pen.) · Oliveira 60' | Árbitro(s): Milagros Arruela | Árbitro(s): Milagros Arruela |

#### Internacionales
| Libertadores Sub-20 2011; 26 de junio de 2011, 16:00 | Universitario                     | 1:1 (1:0) (4:2 p.)         | Boca Juniors                         |                            |                            |
|                                                      | Ampuero 23'                       | Reporte                    | Rossi 53'                            | Árbitro(s): Leandro Vuaden | Árbitro(s): Leandro Vuaden |
|                                                      |                                   | Tiros desde el punto penal |                                      |                            |                            |
|                                                      | Franco · Mimbela · Romero · López |                            | Unrein · Imbert · Achucarro · Flores |                            |                            |

| Libertadores 2019; 23 de noviembre de 2019, 15:00 | Flamengo          | 2:1 (1:0) | River Plate |                                                           |                                                           |
|                                                   | Barbosa 89' 90+2' | Reporte   | Borré 14'   | Asistencia: 78 573 espectadores Árbitro(s): Roberto Tobar | Asistencia: 78 573 espectadores Árbitro(s): Roberto Tobar |

## Otros eventos

### Eventos musicales
El Estadio Monumental de Ate también ha sido anfitrión de otros grandes eventos no relacionados con el fútbol. Desde su inauguración en el año 2000, se han realizado siete conciertos y seis festivales dentro del estadio:
| Artista(s) | Gira musical                 | Tipo de evento                                | Fecha      |
| --- | ---------------------------- | --------------------------------------------- | ---------- |
| Sui Generis | Reunión Tour                 | Concierto                                     | 18-01-2001 |
| Alejandro Sanz | Tour No Es Lo Mismo          | Concierto                                     | 02-04-2004 |
| Paul McCartney | Up and Coming Tour           | Concierto                                     | 09-05-2011 |
| Maroon 5 | Overexposed Tour             | Concierto                                     | 28-08-2012 |
| The Wallflowers Fito Páez Hombres G Enanitos Verdes Café Tacvba Miguel Mateos Los Pericos No Te Va Gustar Estelares Lo' Pibitos Los Vicentes Amén Mar de Copas Zen                   | Ciudad Rock                  | Festival                                      | 03-10-2015 |
| The Rolling Stones | América Latina Olé Tour      | Concierto                                     | 06-03-2016 |
| Nicky Jam Maluma Wisin Gente de Zona | Juntos en Concierto          | Festival                                      | 27-08-2016 |
| Iggy Pop Andrés Calamaro Capital Cities Molotov Magic! Orishas Christina Rosenvinge Quique Neira Mala Rodríguez La Beriso Miki González Dolores Delirio                              | Ciudad Rock 2                | Festival                                      | 08-10-2016 |
| Guns N' Roses | Not in This Lifetime... Tour | Concierto                                     | 27-10-2016 |
| Marc Anthony Maluma | Juntos en Concierto          | Festival                                      | 02-08-2018 |
| Maná Café Tacvba Vicentico Mar de Copas Zen Raúl Romero Gaia | Rock en Lima                 | Festival                                      | 11-08-2018 |
| Roger Waters | Us + Them Tour               | Concierto                                     | 17-11-2018 |
| Fito Páez Tini Stoessel Sebastián Yatra Anitta Turf Gabriel O Pensador | Copa Libertadores 2019       | Final Copa Libertadores 2019                  | 23-11-2019 |
| DJ Piero Ricci Anna Carina Campo de Almas Atados a un Sentimiento Bombo de la Barra Cuchillazo Auténticos Decadentes Bacanos Gian Marco Marisol Los Rabanes Combinación de La Habana | Noche Eterna                 | Centenario del Club Universitario de Deportes | 06-08-2024 |

### Eventos deportivos extra futbolísticos
El Estadio Monumental fue sede de la decimoquinta edición del Inka Challenge «Estadio Monumental» 2019. Dentro del área del Monumental, ingresando por la puerta de ingreso de estacionamientos 1 y 2 se encuentran las instalaciones de PaintBall Perú. En agosto de 2022, fue sede del evento de running, denominado la «Carrera Monumental Marathon 5K».

### Eventos religiosos
En varias ocasiones el Estadio Monumental fue sede de la Reunión de la Iglesia Adventista del Séptimo Día, sede de la Asamblea de los Testigos de Jehová y sede de la Convención del Movimiento Misionero Mundial.

## Transporte
| Corredor                       | Servicios | Estación           |
| ------------------------------ | --------- | ------------------ |
| Corredor Rojo La Perla - Ate   | 201       | Estadio Monumental |
| Corredor Rojo San Miguel - Ate | 209       | Estadio Monumental |